# Étienne Hubac
Pour les articles homonymes, voir Hubac.
Étienne Hubac (Brest, 3 mai 1648-Brest, 12 février 1726), est un constructeur de navire français.

## Biographie

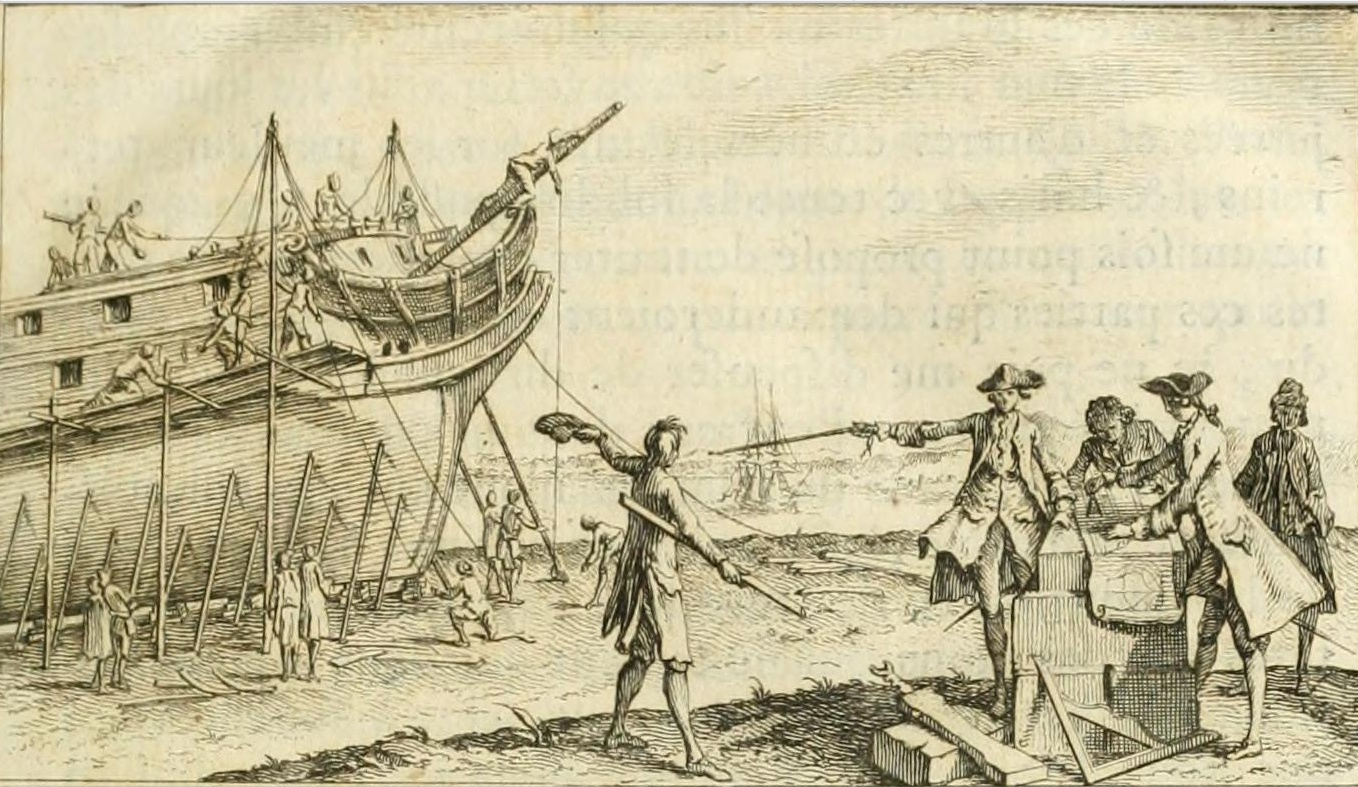
Constructeur de marine sur un chantier naval au XVIIIe siècle.

Fils de Laurent Hubac, il travaille d'abord avec son père et est remarqué par Charles Colbert du Terron qui le fait envoyer en Angleterre et en Hollande pour qu'il y observe les méthodes de constructions. 
Devenu un spécialiste réputé, il dresse les plans de tous les bâtiments construits à Brest durant la deuxième partie du règne de Louis XIV. On lui doit ainsi, par exemple, le Foudroyant, le Soleil-royal ou le Magnanime.
Membre du Conseil de construction à Brest, professeur à l’École de construction, un des principaux collaborateurs de Tourville et de Bernard Renau d'Eliçagaray, chef des constructions de Brest, il y finit sa vie le 12 février 1726.

## Hommage
Une rue de Brest porte son nom. 